# Epizeuxis merricki
Epizeuxis merricki là một loài bướm đêm trong họ Noctuidae.